# Henry Garson
Henry Garson (n. 31 martie 1912, New York City, New York, SUA – d. 29 mai 2003, Woodland Hills⁠(d), California, SUA) a fost un scenarist, producător de film și dramaturg american.
Este cunoscut ca autor al scenariului filmului G.I. Blues⁠(d), cu Elvis Presley în rol principal, precum și a scenariilor a două filme cu Jerry Lewis. De asemenea, el a scris, regizat și produs episoade ale unor seriale de televiziune precum All in the Family⁠(d) și I Love Lucy. Piesa sa de teatru In Any Language a fost reprezentată pe scenele din Broadway, avându-l pe Walter Matthau în rolul principal.